# Filip Hašek
Filip Hašek (20 marzo 1997) è un calciatore ceco, centrocampista del Poříčí nad Sázavou.

## Carriera

### Nazionale
Con la nazionale Under-21 ceca ha preso parte a 3 incontri di qualificazione al campionato europeo di categoria del 2019.

## Statistiche

### Presenze e reti nei club
Statistiche aggiornate al 5 settembre 2018.
| Stagione        | Squadra            | Campionato      | Campionato | Campionato | Coppe nazionali | Coppe nazionali | Coppe nazionali | Coppe continentali | Coppe continentali | Coppe continentali | Altre coppe | Altre coppe | Altre coppe | Totale | Totale | Totale |
| Stagione        | Squadra            | Comp            | Pres       | Reti       | Comp            | Pres            | Reti            | Comp               | Pres               | Reti               | Comp        | Pres        | Reti        | Pres   | Reti   |        |
| --------------- | ------------------ | --------------- | ---------- | ---------- | --------------- | --------------- | --------------- | ------------------ | ------------------ | ------------------ | ----------- | ----------- | ----------- | ------ | ------ | ------ |
| 2015-2016       | Sparta Praga       | 1L              | 0          | 0          | CRC             | 1               | 0               |                    | -                  | -                  |             | -           | -           | 1      | 0      |        |
| 2016-2017       | Graffin Vlašim     | FNL             | 28         | 5          | CRC             | 1               | 0               |                    | -                  | -                  |             | -           | -           | 29     | 5      |        |
| 2017-gen. 2018  | Graffin Vlašim     | FNL             | 12         | 1          | CRC             | 1               | 0               |                    | -                  | -                  |             | -           | -           | 13     | 1      |        |
| gen.-giu. 2018  | Dyn. Č. Budějovice | FNL             | 13         | 3          | CRC             | 0               | 0               |                    | -                  | -                  |             | -           | -           | 13     | 3      |        |
| 2018-2019       | Bohemians 1905     | 1L              | 7          | 1          | CRC             | 0               | 0               |                    | -                  | -                  |             | -           | -           | 7      | 1      |        |
| Totale carriera | Totale carriera    | Totale carriera | 60         | 10         |                 | 3               | 0               |                    | -                  | -                  |             | -           | -           | 63     | 10     |        |